# Екимов, Алексей Иванович
Алексе́й Ива́нович Еки́мов (род. 28 февраля 1945, Ленинград) — советский и американский учёный, специалист в области физики твёрдого тела и оптики. Доктор физико-математических наук. Лауреат Государственной премии СССР (1976) и Нобелевской премии по химии (2023; совместно с Мунги Бавенди и Луисом Брюсом).
Первооткрыватель нанокристаллических полупроводниковых квантовых точек, выполнивший пионерские исследования их электронных и оптических свойств.

## Биография
В 1967 году окончил физический факультет Ленинградского государственного университета (кафедра молекулярной физики). В 1974 году защитил диссертацию на соискание учёной степени кандидата физико-математических наук по теме «Оптическая ориентация спинов носителей в полупроводниках». В 1989 году защитил диссертацию на соискание учёной степени доктора физико-математических наук по теме «Квантовые размерные явления в полупроводниковых микрокристаллах».
Работал в Физико-техническом институте имени А. Ф. Иоффе (ФТИ) и в Государственном оптическом институте имени С. И. Вавилова (ГОИ), где был занят в лаборатории лазерных стекол, которой руководил М. Н. Толстой. На протяжении 1990-х годов был приглашённым профессором в Политехнической школе в Париже, в Лионском университете имени Клода Бернара, в Институте Макса Планка и в Университете Осаки.
С 1999 года работает в США в компании Nanocrystals Technology Inc, штат Нью-Йорк, в качестве главного научного сотрудника (англ. chief scientist).
Автор более ста научных работ и нескольких изобретений.
В 2023 году получил Нобелевскую премию по химии.

## Научная деятельность
В 1970-х годах Екимов участвовал в исследованиях оптической ориентации спинов электронов и ядер в полупроводниках.
В конце 1970-х и начале 1980-х годов Екимов, работая в ГОИ имени С. И. Вавилова, совместно с А. А. Онущенко разработал и реализовал метод получения кристаллов нанометровых размеров в стеклообразных матрицах. Применяя данный метод, с помощью выбора температуры и времени термообработки стёкол, активированных полупроводниками, стало возможным получать кристаллы с размерами, лежащими в широких пределах: от единиц до десятков и более нанометров. Позже об этом этапе работ А. Екимова академик Ж. И. Алфёров писал: «Первые полупроводниковые точки — микрокристаллы соединений AIIBVI, сформированные в стеклянной матрице, были предложены и реализованы А. И. Екимовым и А. А. Онущенко».
Далее А. Екимов исследовал оптические и электрические свойства стёкол, содержащих нанокристаллы полупроводников CdS, CdSe, CuCl и CuBr. Он определил взаимосвязь между размерами этих кристаллов и спектроскопическими параметрами их поглощения. Совместно с А. Эфросом, теоретиком из ФТИ имени А. Ф. Иоффе, дал объяснение наблюдавшимся оптическим свойствам стёкол с нанокристаллами. В частности, были определены причины зависимости оптических свойств нанокристаллов от их размеров и установлено, что нанокристаллы проявляют квантовые свойства и ведут себя подобно «искусственным атомам».
Позже полупроводниковые нанокристаллы и им подобные объекты стали называть «квантовыми точками»; начало их исследованию в мире было положено работами, выполненными А. Екимовым.

## Премии
- Государственная премия СССР 1976 года — за цикл работ «Обнаружение и исследование новых явлений, связанных с оптической ориентацией спинов электронов и ядер в полупроводниках» (1970—1974);
- Премия Гумбольдта 2006 года
- Премия Вуда 2006 года (совместно с Л. Брюсом и А. Эфросом). Присуждена Оптическим обществом (OSA) за «открытие нанокристаллических квантовых точек и пионерские исследования их электронных и оптических свойств»[13].
- 2013 — Медаль Е. Ф. Гросса Оптического общества имени академика Д. С. Рождественского
- Нобелевская премия по химии 2023 года

## Статьи о нанокристаллах
- Екимов А. И., Онущенко А. А., Цехомский В. А. Экситонное поглощение кристаллами CuCl в стеклообразной матрице // Физика и химия стекла. — 1980. — Т. 6, № 4. — С. 511—512.
- Голубков B. B., Екимов А. И., Онущенко A. A., Цехомский В. А. Кинетика роста микрокристаллов CuCl в стеклообразной матрице // Физика и химия стекла. — 1981. — Т. 7, № 4. — С. 397—401.
- Екимов А. И., Онущенко А. А. Квантовый размерный эффект в трёхмерных микрокристаллах полупроводников // Письма в ЖЭТФ. — 1981. — Т. 34, № 6. — С. 363—366.
- Екимов А. И., Онущенко А. А. Исследование образования микрокристаллов CuHal в стеклах методом экситонной спектроскопии // Физика и химия стекла. — 1982. — Т. 8, № 5. — С. 635—637.
- Екимов А. И., Онущенко А. А. Размерное квантование энергетического спектра электронов в микрокристаллах полупроводников // Письма в ЖЭТФ. — 1984. — Т. 40, № 8. — С. 337—340.
- Ekimov A. I., Efros Al. L., Onushchenko A. A. Quantum size effect in semiconductor microcrystals (англ.) // Solid State Communications. — 1985. — Vol. 56, no. 11. — P. 921—924.
- Екимов А. И., Онущенко А. А., Эфрос Ал. Л. Квантование энергетического спектра дырок в адиабатическом потенциале электрона // Письма в ЖЭТФ. — 1986. — Т. 43, № 6. — С. 292—294.
- Вандышев Ю. В., Днепровский В. С., Екимов А. И., Окороков Д. К., Попова Л. Б., Эфрос Ал. Л. Нелинейные оптические свойства полупроводниковых микрокристаллов // Письма в ЖЭТФ. — 1987. — Т. 46, № 10. — С. 393—396.
- Ekimov A. I., Efros Al. L, Ivanov M. G., Onushchenko A. A., Shumilov S. K. Donor-like exciton in zero-dimension semiconductor structures (англ.) // Solid State Communications. — 1989. — Vol. 69, no. 5. — P. 565—568.
- Ekimov A. I., Efros Al. L, Shubina T. V., Skvortsov A. P. Quantum-size stark effect in semiconductor microcrystals (англ.) // Journal of Luminescence. — 1990. — Vol. 46, no. 2. — P. 97—100.
- Chepic D. I., Efros Al. L, Ekimov A. I, Ivanov M. G., Kharchenko V. A, Kudriavtsev I. A., Yazeva T. V. Auger ionization of semiconductor quantum drops in a glass matrix (англ.) // Journal of Luminescence. — 1990. — Vol. 47, no. 3. — P. 113—127.
- Ekimov A. I., Hache F., Schanne-Klein M. C, Ricard D., Flytzanis C., Kudryavtsev I. A., Yazeva T. V., Rodina A. V., Efros Al. L. Absorption and intensity-dependent photoluminescence measurements on CdSe quantum dots: assignment of the first electronic transitions (англ.) // Journal of the Optical Society of America B. — 1993. — Vol. 10, no. 1. — P. 100—107.
- Itoh T., Nishijima M., Ekimov A. I., Gourdon C., Efros Al. L., Rosen M. Polaron and Exciton-Phonon Complexes in CuCl Nanocrystals (англ.) // Physical Review Letters. — 1995. — Vol. 74, no. 6. — P. 1645—1648.
- Ekimov A. I. Growth and optical properties of semiconductor nanocrystals in a glass matrix (англ.) // Journal of Luminescence. — 1996. — Vol. 70, no. 1—6. — P. 1—20.
- Статья «Quantum size effect in semiconductor microcrystals», вышедшая в 1985 году, была опубликована повторно в 1993 году в специальном юбилейном выпуске журнала «Solid State Communications», посвящённом его тридцатилетию[14].